# 万神庙
万神庙（義大利語：Pantheon），又译万神殿、潘提翁神殿，位于意大利罗马，是一座古罗马时期的宗教建筑，后改建為天主教教堂。公元609年，东罗马帝国皇帝将万神庙献给教宗博義四世，后者将它更名为圣母与诸殉道者教堂（Santa Maria ad Martyres），这也是今天万神庙的正式名称。由于其完美的古典几何比例，万神庙被米开朗基罗誉为“天使的设计”。
万神庙始建于罗马共和国向帝国转变时期（约前29-19年），屋大维的副手马库斯·阿格里帕受委托修建了一座早期神庙。后于公元80年焚毁。图密善皇帝修复后又于110年左右焚毁。120年代，由哈德良皇帝重建。
这座建筑总体呈圆柱形，在山墙下有一条由大型花岗岩科林斯柱组成的门廊（一级有8根，后面有两组四根）。一个长方形的前厅将门廊与圆形的大厅连接起来，圆形大厅位于一个带围堰的混凝土穹顶下，中央有一个寓意通向天堂的圆形开孔。万神殿的穹顶在建成近两千年后仍然是世界上最大的无钢筋混凝土穹顶。半球体的高度和内圆的直径相同，有43（142英尺）。
万神庙是保存最完好的古罗马建筑之一，在很大程度上是因为它被持续使用。自7世纪以来，万神庙一直被用作一座天主堂，主保聖人為“圣母瑪利亞和殉道者们” (拉丁語：Sancta Maria ad Martyres，但非正式地称为“Santa Maria Rotonda”)。万神殿前的广场被称为罗通达广场。万神殿是国家财产，由意大利文化遗产及旅游部通过拉齐奥马球博物馆管理。2013年，参观万神庙的人数超过600万。
万神殿巨大的圆形穹顶单元，带有传统的神庙门廊，在古罗马建筑中是独一无二的。而且，在古典复兴时期，它成为了一个标准样板，并被后来的建筑师多次借鉴。

## 历史
万神庙始建于公元前27年的罗马共和国时期，该庙由屋大维的副手阿格里巴所建，为的是纪念屋大维打败安东尼和克利奥帕特拉。相传这座最初的庙宇在公元69年12月19日被大火焚毁，直到公元125年才由喜爱建筑的罗马皇帝下令重建。上边的铭文刻着M·AGRIPPA·L·F·COS·TERTIVM·FECIT（卢奇乌斯之子马库斯·阿格里帕在第三次担任执政官时所建），但已很难考证这部分是否来自阿格里帕时代。
公元609年东罗马帝国皇帝将万神庙献给教宗博義四世，后者将它更名为“圣母与诸殉道者教堂”，这也是今天万神庙的正式名称。为铲除异教影响，三角楣上的浮雕和庙内的众神雕像被捣毁，但建筑保留了下来。这一时期虽然庙内的大理石和穹顶上的镀金青铜板屡次被盗，但最终都重新寻获。中世纪时期门廊正上方加盖了一座钟塔。
文艺复兴时期该建筑物成为了意大利建筑师们殷切学习的对象；1435年，東罗马元老院宣布对该建筑进行保护。
17世纪中叶，当聖座准备重建聖伯多祿大殿时，教宗乌尔巴諾八世将门廊天花板上的镀金青铜板拆下来熔化，用来建造圣伯多祿大殿主祭坛上的天盖，以及聖天使城堡的80门大炮。乌尔巴諾八世为了仿造其他中世纪时期的教堂，下令拆除中世纪钟塔，并在门廊两侧建两座巴洛克风格的钟塔。这些作为都引起了罗马人的不满，拉丁谚语“蠻族没做的事，巴貝里尼做了”（「Quod non fecerunt barbari, fecerunt Barberini」）由此而来。巴貝里尼（Barberini）是乌尔巴諾八世的姓氏。

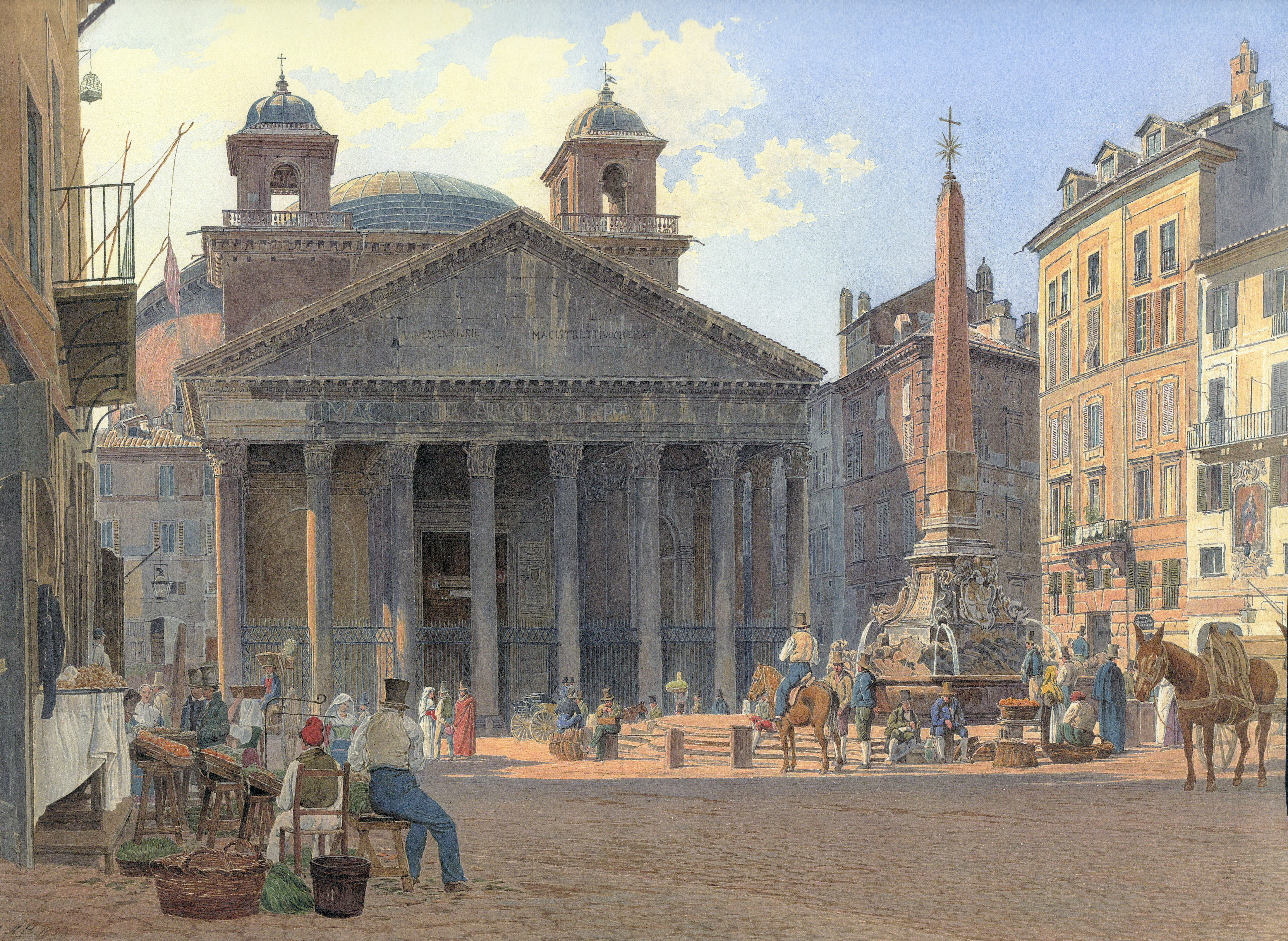
1836年的万神殿，当时两座巴洛克钟塔尚存

不过意大利人最终还是报了仇：在为意大利第一位国王维托里奥·埃马努埃莱二世造墓时，人们特地熔化了聖天使城堡的一尊大炮来做墓地装饰，象征性地夺回了万神廟的青铜；而两座钟塔也最终在1883年被拆除。
万神庙今天还是意大利的一个教堂，这里定期举行弥撒以及婚礼庆典，但同时它又是世界各国游客们竞相参观的对象，以及建筑史上重要的里程碑。

## 建筑结构

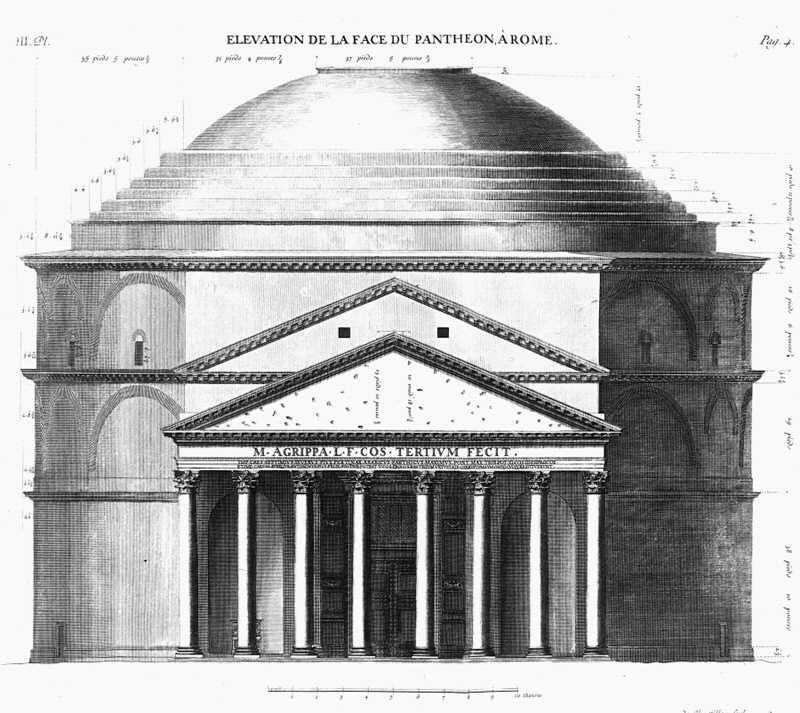
万神庙的外观结构图

万神庙的结构简洁明瞭，主体呈圆形，顶部覆盖着一个直径达43.3米的穹顶，是自建成后到1436年间最大的穹顶。穹顶的最高点也是43.3米，顶部有一个直径8.9米的圆形大洞，用于采光。这个洞也是万神庙唯一的采光点，这样以来光线从顶部泄下，并会随着太阳位置的移动而改变光线的角度，给予人一种神圣庄严的感觉，十分适合宗教建筑的本性。

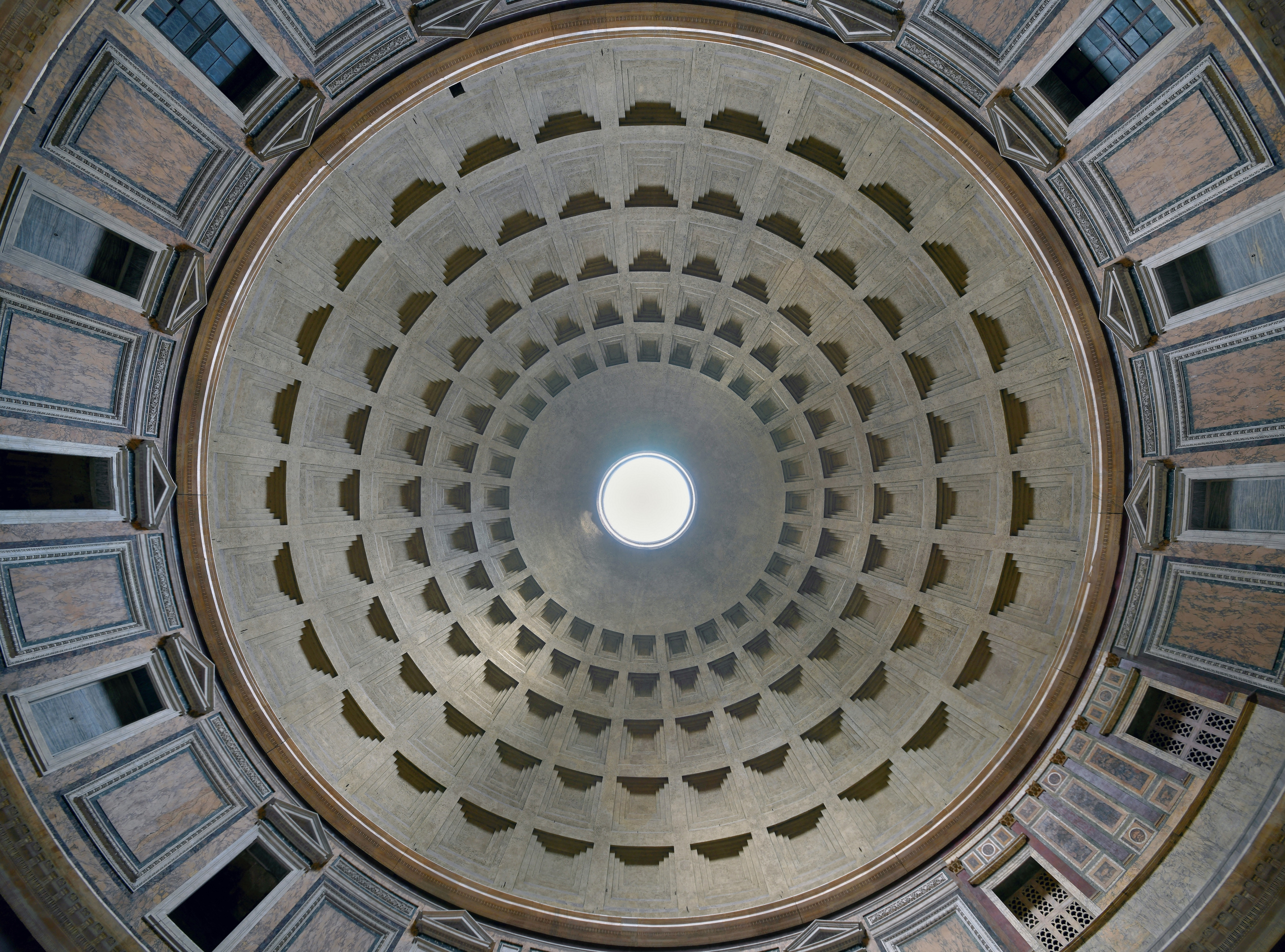
万神庙的穹顶。格狀天花板正中央開眼，作為主要的自然光源

穹顶内部还做了五层凹格，凹格的面积逐层缩小，但是数量相同，因此更加衬托出穹顶的巨大，并给人以一种向上的感觉。大理石的地面上也使用了格子图案，并在中间稍稍突起，这样当人站在庙宇中间向四周看去时，地面上的格子图案会变形，进一步给人造成一种大空间的错觉。万神庙圆形主体的前方有一个宽34米、深15.5米的柱廊，共有16根柱子，每根都是用整块的花岗石制成，柱子高达12.5米，底部基座的直径有1.43米。
万神庙整幢建筑都用混凝土浇灌而成，但是当时的人们能用混凝土浇灌出如此巨大的穹顶依然是一个奇迹。如果用今天的混凝土，必然难以浇灌出这么大的一个穹顶，因为混凝土的张力将无法使它承受自身的重量而坍塌。人们后来利用分析得知，古罗马人当时使用的混凝土材料特殊，是使用来自那不勒斯附近的天然火山灰，再混入凝灰岩等多種粒料。然后在建造穹顶时，将比较重的粒料用在基座，然后逐渐选用比较轻的骨料向上，到顶部时只使用浮石混杂多孔火山岩。另外，穹顶的厚度也逐渐削薄，从穹顶根部的5.9米一直减少到顶部的仅1.5米。

## 图集

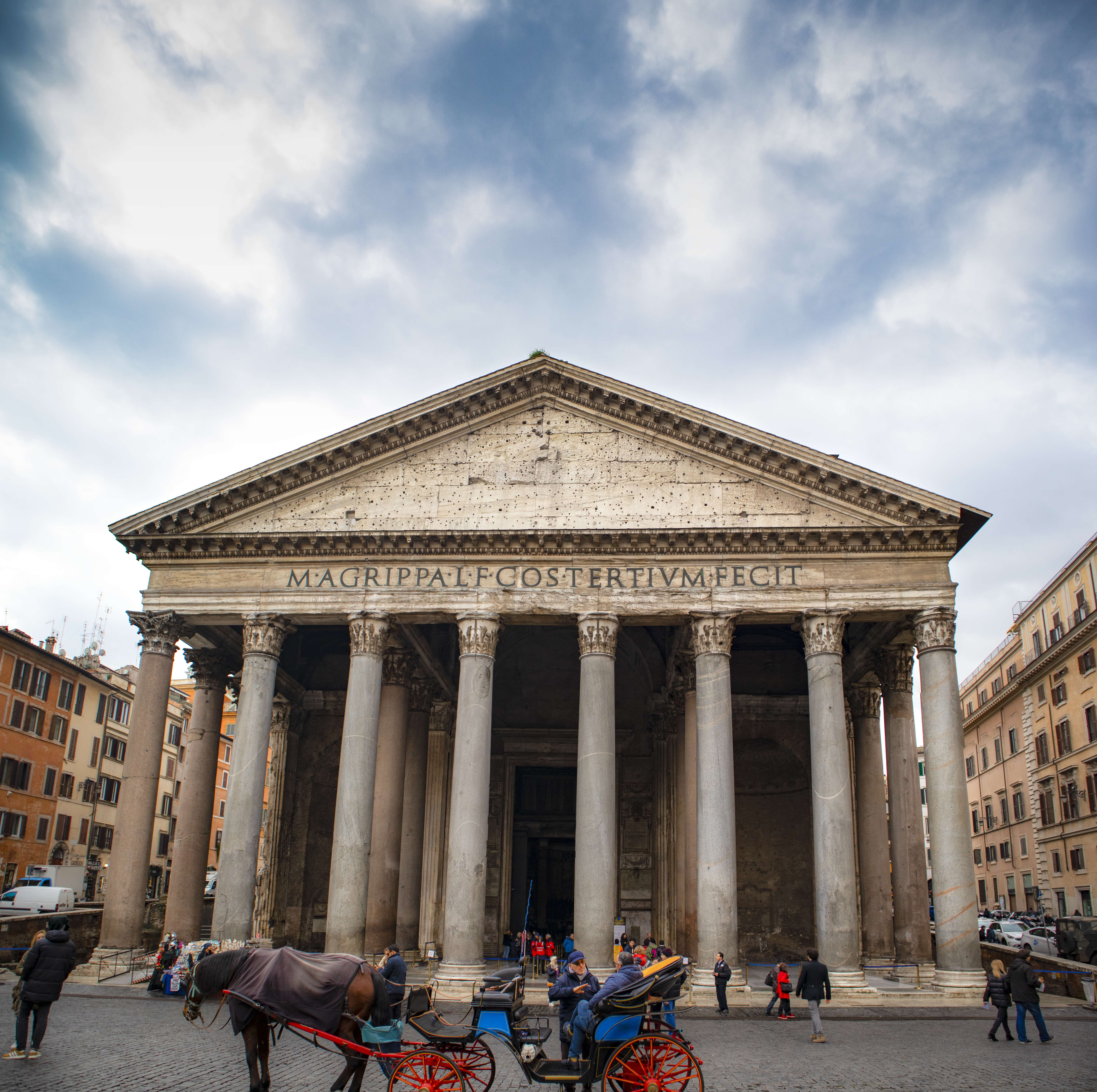
陰天的萬神殿
2016年使用魚眼鏡頭拍攝的圓頂照片。
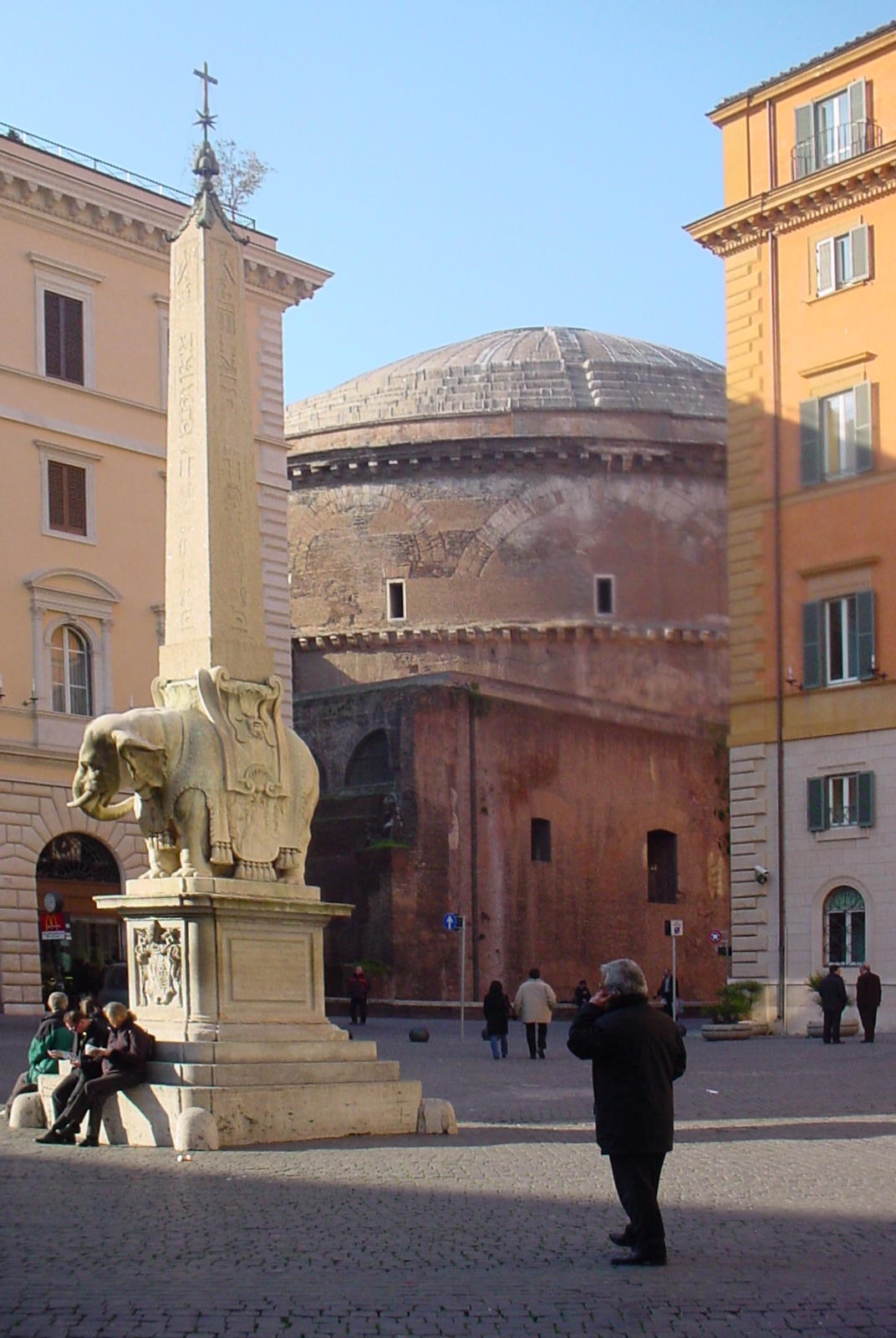
2006年從Piazza della Minerva向東南方望去的萬神殿。
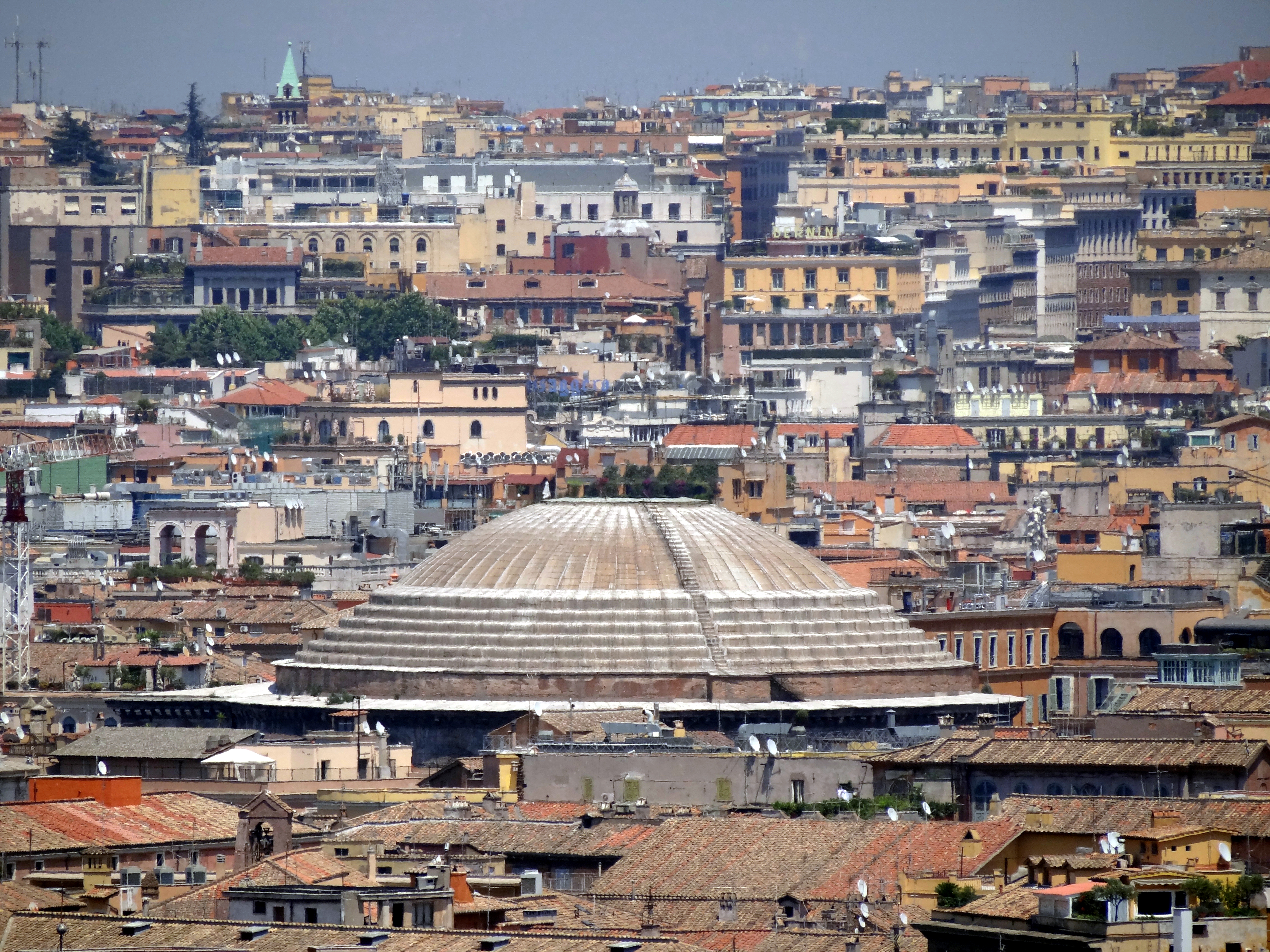
從揚尼科洛山上看到的萬神殿圓頂。
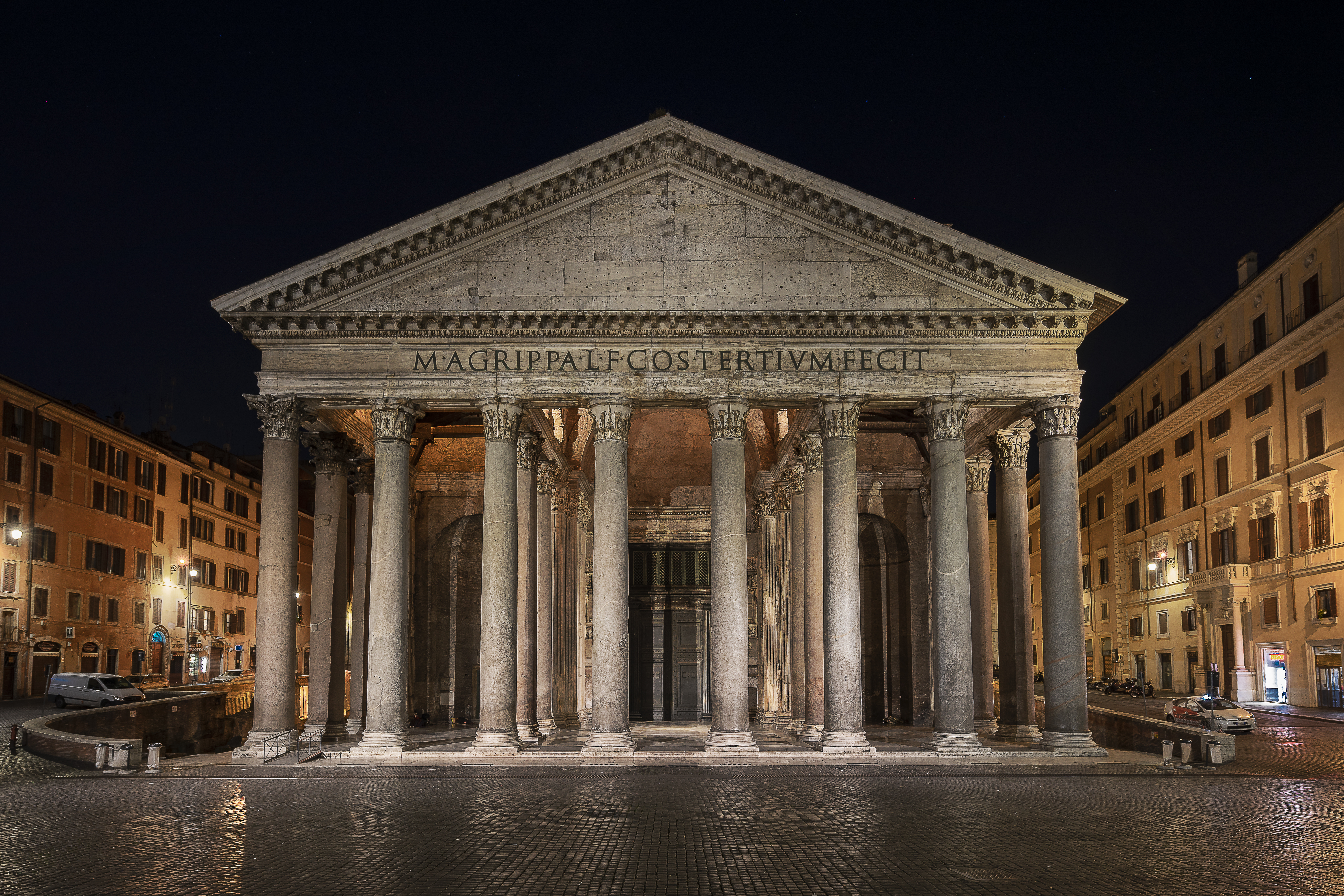
夜晚的萬神殿
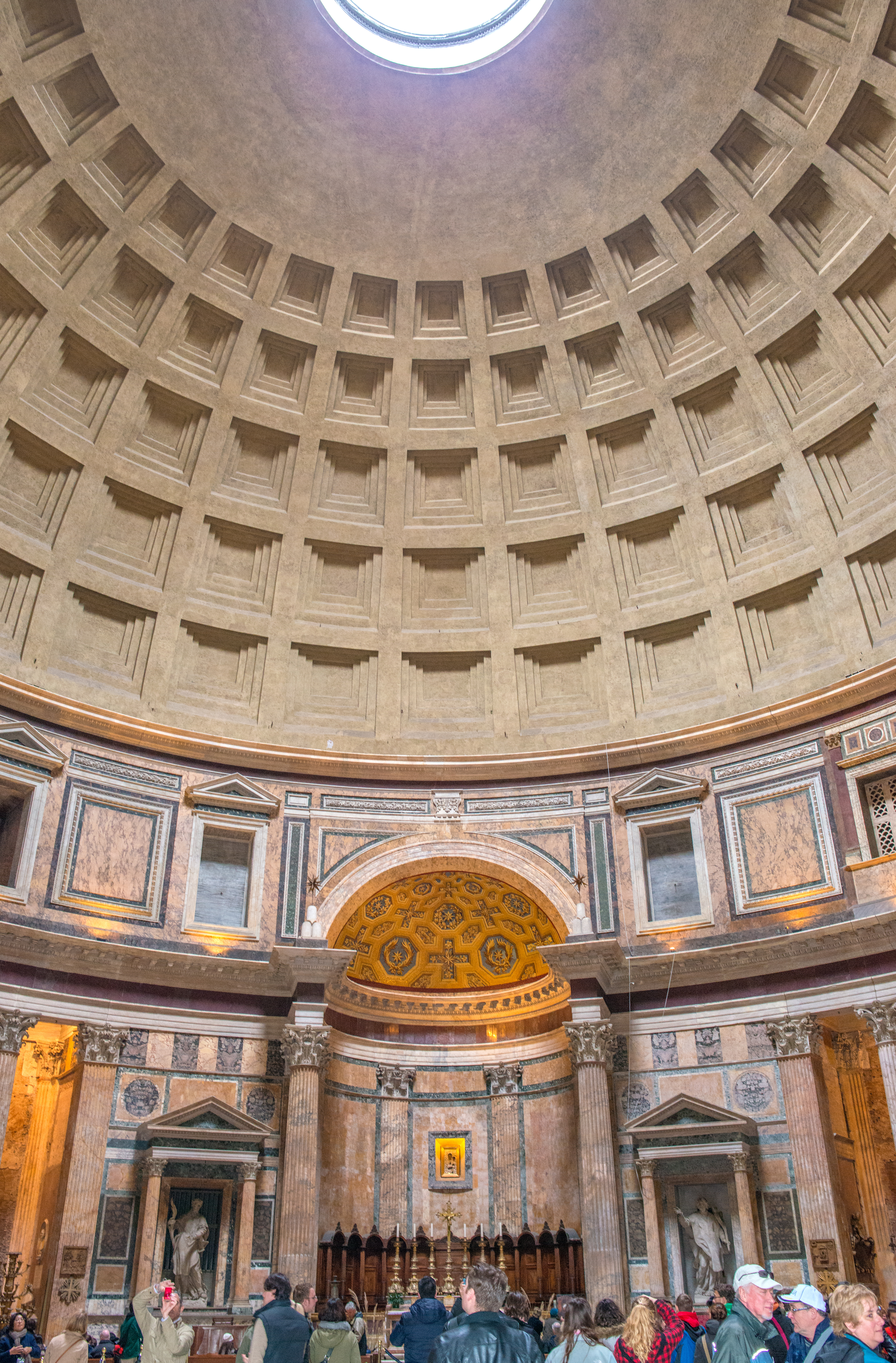
2013年拍攝的萬神殿
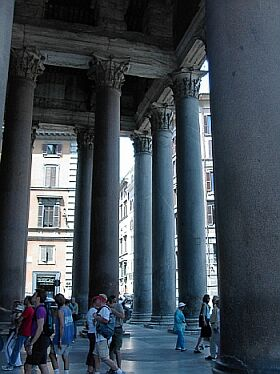
橫向遠觀門廊景色。
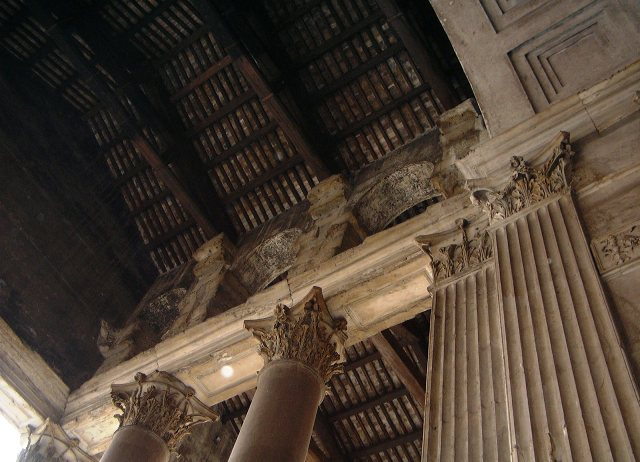
由下往上看向門廊頂
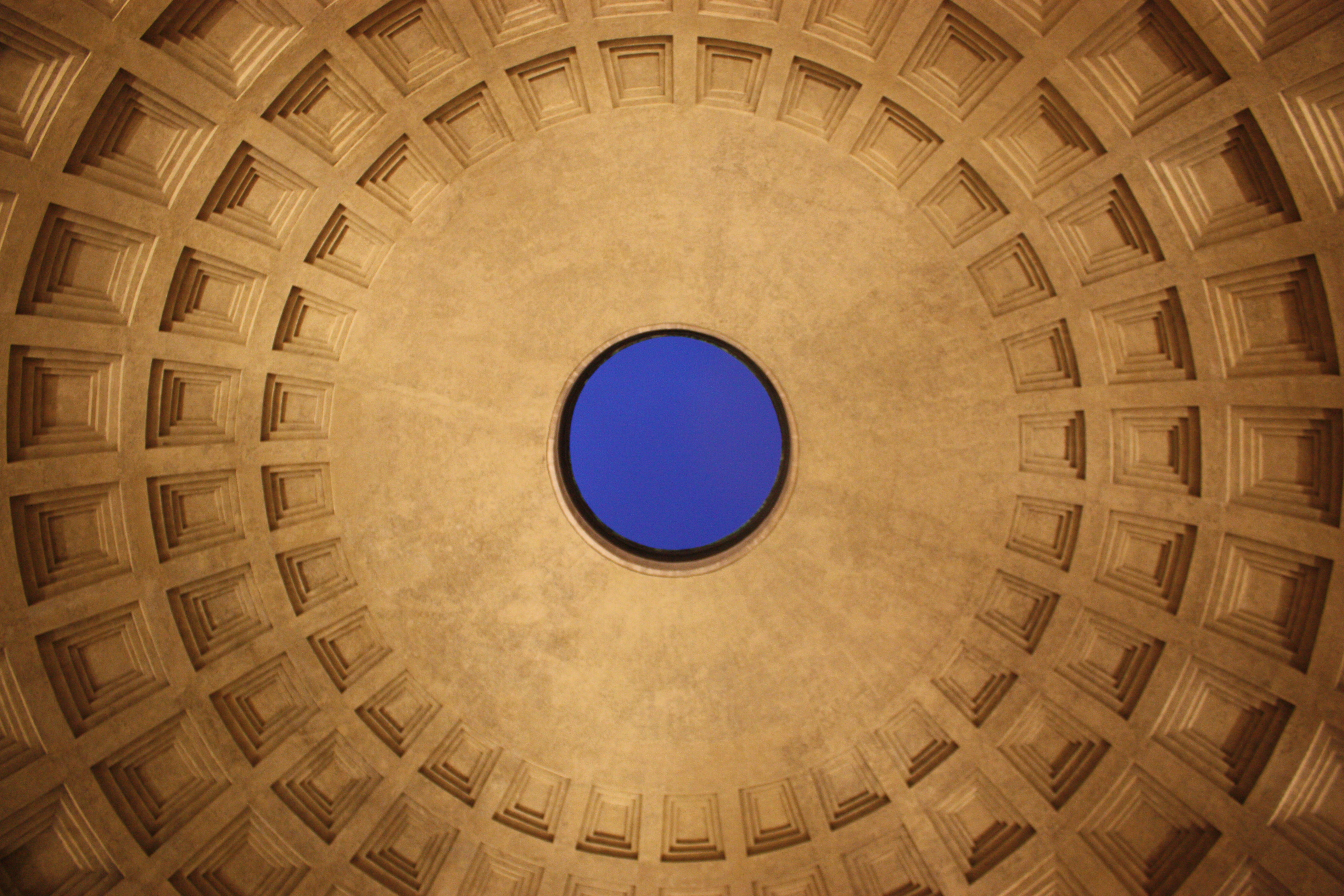
夜晚拍攝的圓頂
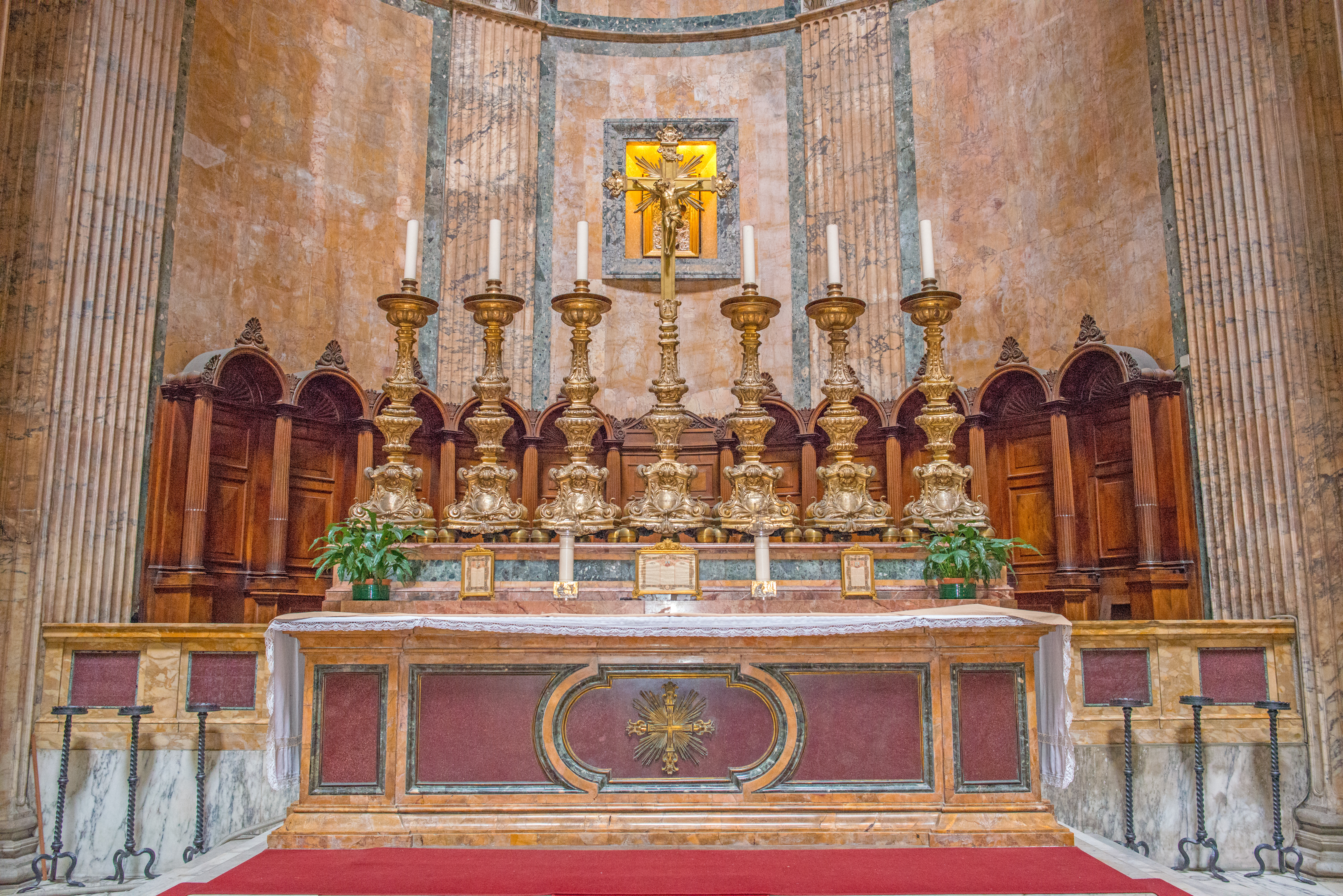
祭壇
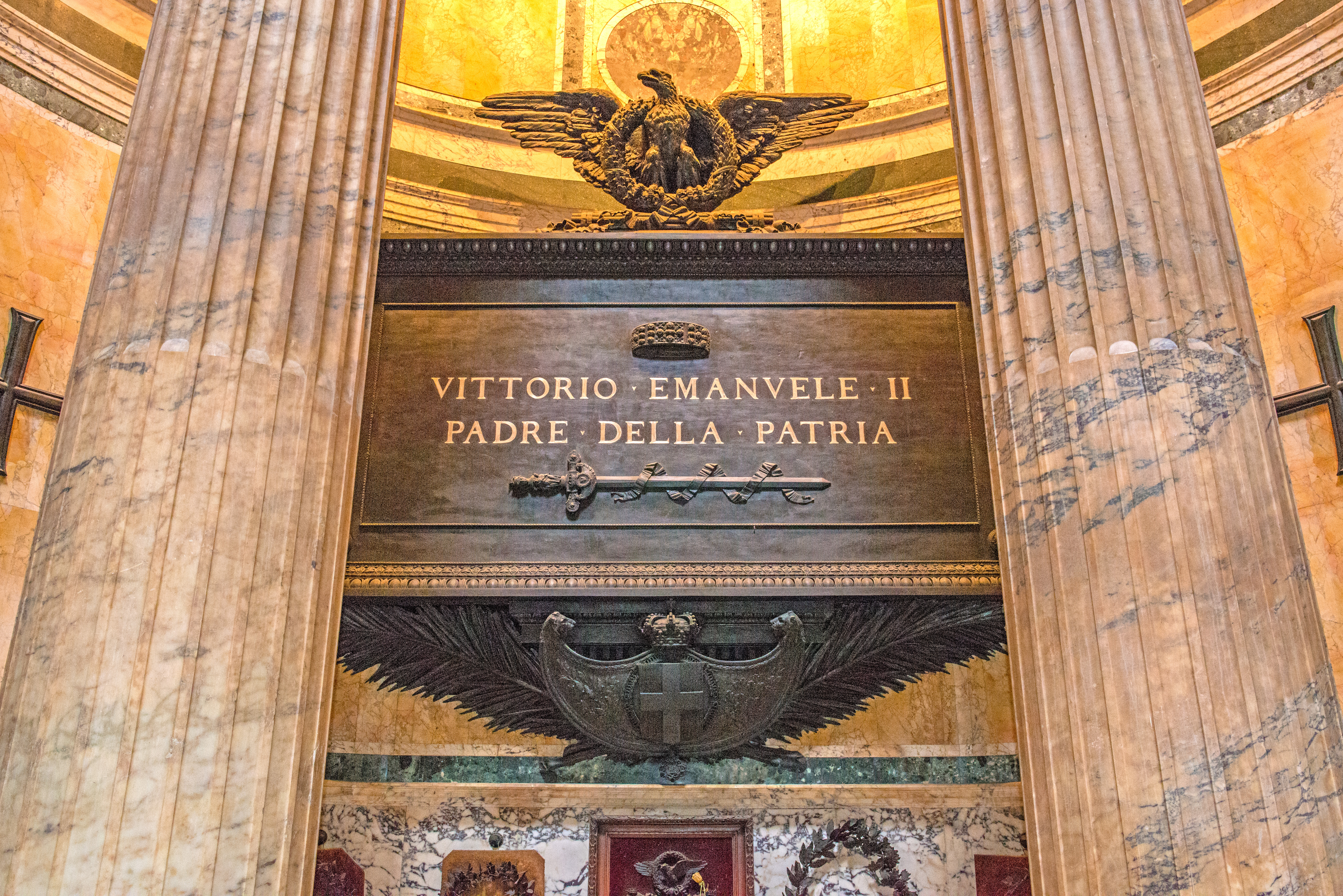
國王維托里奧·埃馬努埃萊二世之墓「國家之父」

## 埋葬于万神庙的名人

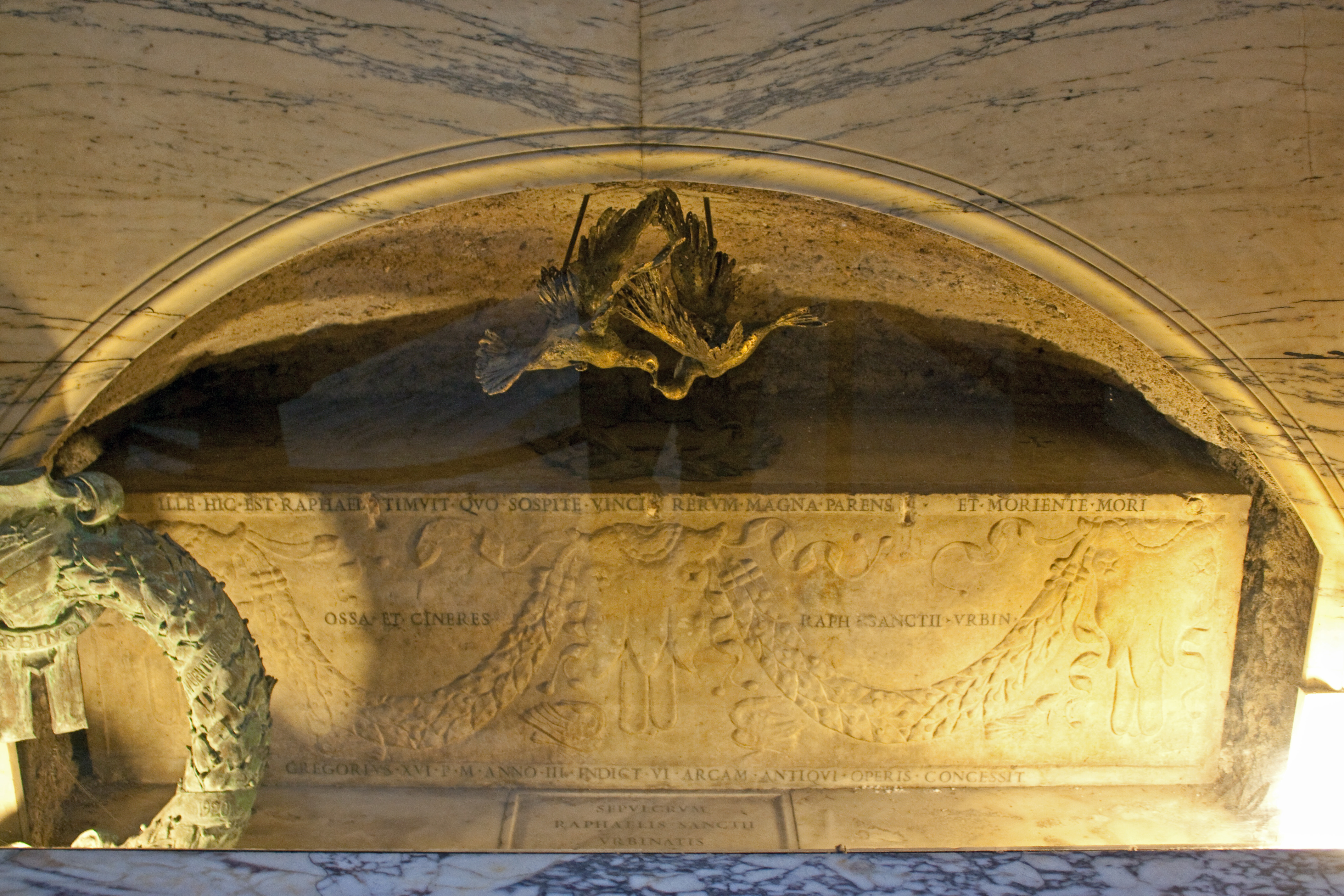
万神殿中的拉斐尔墓。

- 拉斐尔
- 维克多·埃马努埃莱二世
- 翁贝托一世
- 薩伏依的瑪格麗塔王后
- 阿尼巴雷·卡拉齐
- 阿尔坎杰罗·科雷利
- 巴尔达萨雷·佩鲁齐

## 对建筑艺术的影响

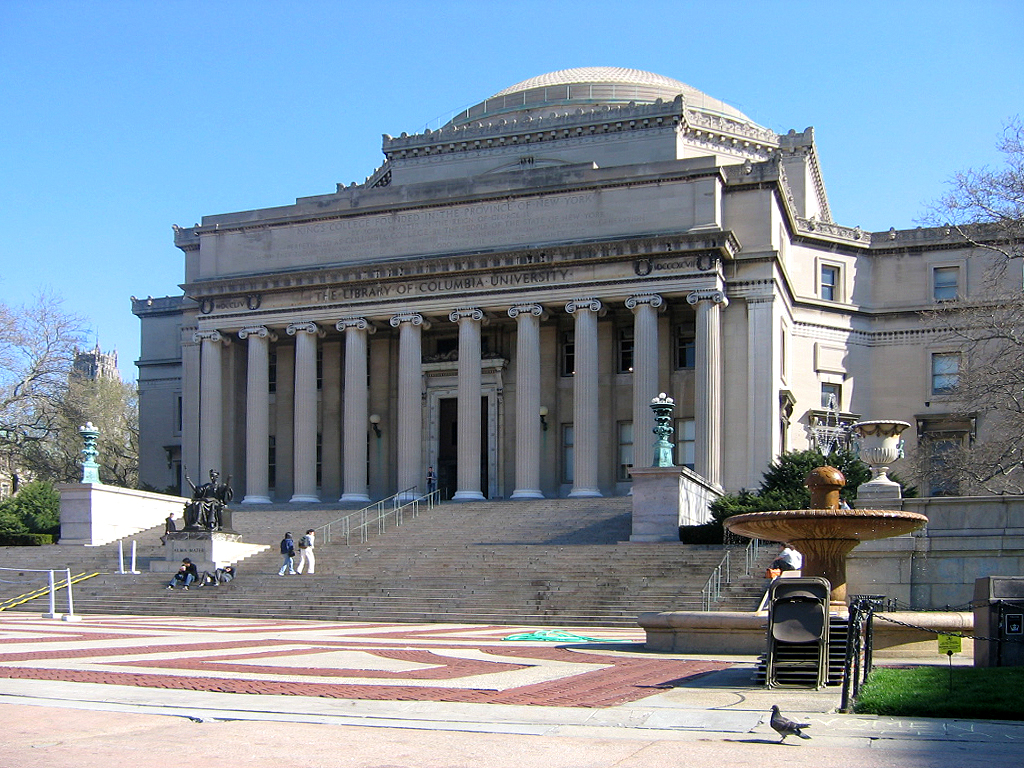
哥倫比亞大學的勞紀念圖書館，由查爾斯·福倫·麥金設計。

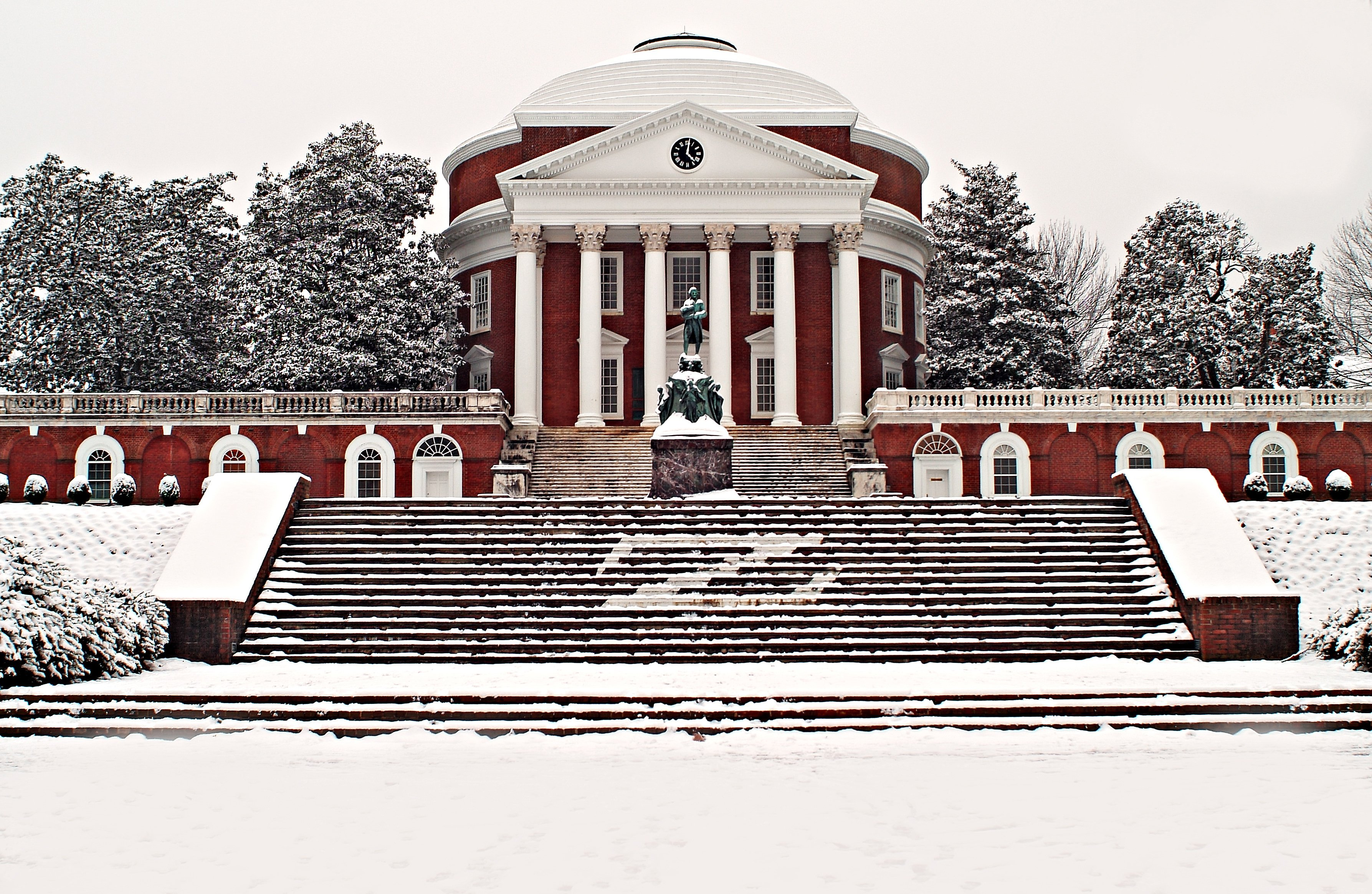
維吉尼亞大學內由湯瑪斯·傑弗遜設計的圓形大廳。

作为古罗马纪念性建筑中保存最完好的名作，万神殿对西方建筑史产生了深远影响，例如布鲁内莱斯基的直径达42米的佛罗伦萨圣母百花大教堂圆顶，1436年完工。
萬神殿圆厅加柱廊的设计，被世界各国建筑师应用在许许多多议会、教堂、大学、图书馆和其他各种公共建筑物上。如济安·贝尼尼设计的圣塔玛丽亚阿桑塔教堂（1664年）、马耳他的莫斯塔圓頂教堂、英国的胡尔岛住宅、那不勒斯的保罗圣芳济教堂、美国麻省理工大学麦克劳林大楼、加拿大蒙特利尔银行总行大楼、哥伦比亚大学图书馆、弗吉尼亚大学的托马斯·杰斐逊图书馆、杰斐逊纪念堂、德国国会大厦、莫尔黑德天文和科学中心、堪培拉澳洲戰爭紀念館、墨尔本的维多利亚州立图书馆以及北京清华大学清华大礼堂等。

## 脚注
1. ↑  MacDonald 1976，第94–132頁
2. ↑  Moore, David. . romanconcrete.com. 1999  [September 26, 2011]. （原始内容存档于2011-10-01）.
3. ↑  Rasch 1985，第119頁
4. ↑  MacDonald 1976，第18頁
5. ↑  Summerson (1980), 38–39, 38 quoted
6. ↑  Ross 2000
7. 1 2  Summerson (1980), 38–39
8. ↑  Schiavone, Michael J. . Pietà: Pubblikazzjonijiet Indipendenza. 2009: 989–990. ISBN 9789993291329.